# صموئيل ر. ويليامسون جونيور
صموئيل ر. ويليامسون جونيور (بالإنجليزية: Samuel R. Williamson, Jr.)‏ هو مؤرخ أمريكي، ولد في 10 نوفمبر 1935.